# Matt et Jenny
Matt et Jenny ou La Route de l'amitié au Québec (Matt and Jenny ou Matt and Jenny on the Wilderness Trail) est une série télévisée canadienne en 26 épisodes de 25 minutes, diffusée à partir du 21 octobre 1979 sur le réseau Global.
Au Canada francophone, la série a été diffusée à partir du 15 septembre 1980 à la Télévision de Radio-Canada, à partir du 14 septembre 1986 sur TVOntario (dimanches francophones), et à partir du 3 septembre 1988 sur Canal Famille.
En France, elle a été diffusée à partir du 7 janvier 1981 sur TF1 dans l'émission Les Visiteurs du mercredi. Seuls les premiers épisodes ont été doublés en France. Elle fait l'objet d'une rediffusion dans l’émission Croque Vacances sur TF1, puis de nouveau à partir du 7 août 1990 dans l’émission Éric et Toi et Moi sur Antenne 2. Toys'films/Manitou Productions remasterise 11 épisodes retrouvés en français regroupés en 5h de programme dans un coffret Digipack double DVD. Un CD audio sur les chansons et musiques remasterisés est également sorti dans la collection Télé80.

## Synopsis
Angleterre, milieu du XIXe siècle. Dans le port de Bristol, les jeunes Matt et Jenny Tanner embarquent avec leur mère sur un bateau en partance pour le Nouveau Monde. Durant la traversée, leur mère meurt de la fièvre typhoïde. Les deux orphelins débarquent au Canada et se mettent à la recherche de leur oncle arrivé plus tôt dans le pays, Bill Tanner.

## Fiche technique
- Titre original : Matt and Jenny
- Titre français : Matt et Jenny
- Titre québécois : La Route de l'amitié
- Réalisateur :
- Scénaristes : William Davidson, Martin Lager, John Craig, George Salverson
- Production : William Davidson
- Sociétés de production : Manitou Productions Ltd., Polytel Film Ltd., Shelter Films Ltd.
- Société de distribution : CanWest Global Television Network
- Photographie : Matt Tundo
- Montage : Stephen Lawrence
- Musique : Ron Harrison
  - générique français interprété par Isabelle Peruzat
- Direction artistique : Gerry Holmes
- Pays d'origine : Canada
- Langue : anglais
- Nombre d'épisodes : 26
- Format : couleur - 1.33 : 1 - 35 mm - Son : Mono
- Genre : aventures dramatiques, western
- Durée : 25 minutes (1 saison)
- Dates de première diffusion :
  -  Canada : 21 octobre 1979
  -  France : 7 janvier 1981

## Distribution
- Derrick Jones (VQ : Flora Balzano) : Matt
- Megan Follows (VQ : Nicole Fontaine) : Jenny
- Neil Deinard (VQ : Patrick Peuvion) : Adam Cardston
- Duncan Regehr (VQ : Mario Desmarais) : Kit

 Source et légende : version québécoise (VQ) sur Doublage.qc.ca

## Épisodes
1. La Ferme des Tanner (Search for a New Home) avec Barry Morse
2. Les Oiseaux de tonnerre et de foudre (Thunder and Lightning Birds)
3. Les Bellini (The Bellinis) avec Cameron Mitchell
4. L'Indien aux yeux bleus (The Long Return) avec Michael Ansara
5. Le Nouvel Eden (The Whirlwind Voice) avec Keenan Wynn
6. Opération survie (Test for the Tanners)
7. L'Appel aux armes (A Call to Arms)
8. Les Gorges du diable (Devil's Gorge)
9. Le Mât (The Mast) avec Chris Wiggins
10. Le Loup-garou (Fiddle Joe and the Devil Himself)
11. Le Fantôme du marais (Ghost of Pocomoonshine Swamp)
12. L'Institutrice (The Teacher) avec Julie Sommars
13. Barnabas Bletcher (Barnabas Bletcher)
14. Le Loup de Kennebec Cliff (Wolf Howl at Kennebec Cliff) avec Simon Oakland
15. La Cérémonie secrète (Ceremony at Whispering Pines)
16. Le Photographe (Wilderness Photographer)
17. La Course (Sport of Kings) avec John Ireland
18. L'Ours Skiba (Skiba the Bear) avec Chief Dan George
19. L'Escroc, première partie (Harry Alfred Teasdale Rides Again [1/2])
20. L'Escroc, deuxième partie (Harry Alfred Teasdale Rides Again [2/2]) avec Henry Beckman
21. Justice sommaire (Frontier Justice) avec Edward Andrews
22. Des femmes libérées (A Woman's Place)
23. L'Actrice (The Actress) avec Dina Merrill
24. Prisonniers du diable (Mystery of the Pikes) avec Victor Buono
25. Le Clan des écossais (The Highlanders) avec Richard Todd
26. Convoi pour l'ouest (Wagon Train West) avec Peter Graves et Linda Thorson